# 凯拉·斯蒂芬斯
凯拉·斯蒂芬斯（英語：Keira Stephens，2003年3月17日—），澳大利亚女子游泳运动员。她曾代表澳大利亚参加2020年夏季残疾人奥林匹克运动会游泳比赛，获得二枚铜牌。